# ويليام هاريسون فولسوم
ويليام هاريسون فولسوم (بالإنجليزية: William Harrison Folsom)‏ هو مهندس معماري أمريكي، ولد في 25 مارس 1815، وتوفي في 19 مارس 1901.